# Rudka (powiat otwocki)
Rudka – wieś w Polsce położona w województwie mazowieckim, w powiecie otwockim, w gminie Wiązowna.
Miejscowość jest odrębną jednostką pomocniczą w gminie Wiązowna o nazwie Osiedle Rudka.
Ulokowana jest na prawym brzegu Świdra, przy Szosie Lubelskiej.

## Historia
Rudka założona została w 1796 roku przez Jana Alojzego Potockiego (1776-1854) jako osada młynarska zwana Rudą Mlądzką lub Rudką Młynarską. W 1826 roku założona została wieś i folwark Żanet. W II połowie XIX wieku w Rudce znajdowała się karczma i młyny nad Świdrem. Podczas powstania styczniowego, w 25 maja 1863 roku oddział mjr. Józefa Jankowskiego rozbił tu prowadzący 140 rekrutów z Dęblina konwój carskich, zabijając 40 żołnierzy rosyjskich i tyleż jeńców uwalniając. Potyczkę tą upamiętnia stojący przy Szosie Lubelskiej drewniany krzyż. W pobliskich gliniankach, zwanych Dołami Goldmana, od nazwiska właściciela, do 1939 roku wydobywano glinę, którą przewożono do cegielni w Teklinie.